# SN 2011ja
SN 2011ja (PSN J13051112-4931270) – supernowa typu IIP odkryta 18 grudnia 2011 przez Berto Monarda położona w galaktyce NGC 4945.